# Estádio Nacional da Tundavala
Das Estádio Nacional da Tundavala ist ein Fußballstadion und steht in der angolanischen Stadt Lubango in der Provinz Huíla. Im Stadion finden 20.000 Menschen einen Sitzplatz und es ist einer von vier Spielorten der Fußball-Afrikameisterschaft 2010. Es verfügt über eine Leichtathletikanlage, VIP-Logen mit 208 Plätzen, 65 Behindertenplätze und eine Pressetribüne mit 200 Plätzen. Der Neubau dauerte 24 Monate und kostete 69 Mio. US-Dollar. Die Bauarbeiten führte die chinesische Baufirma Sinoydro Corporation durch. Die Arena besteht hauptsächlich aus den zwei überdachten Tribünen längsseits des Platzes.

## Spiele der Fußball-Afrikameisterschaft 2010 in Lubango
Gruppenspiele:
- 13. Januar 2010:  Kamerun –  Gabun 0:1 (0:1)
- 13. Januar 2010:  Sambia –  Tunesien 1:1 (1:1)
- 17. Januar 2010:  Gabun –  Tunesien 0:0
- 17. Januar 2010:  Kamerun –  Sambia 3:2 (0:1)
- 20. Januar 2010:  Nigeria –  Mosambik 3:0 (1:0)
- 21. Januar 2010:  Kamerun –  Tunesien 2:2 (0:1)

Viertelfinale:
- 25. Januar 2010:  Sambia –  Nigeria 0:0 n. V., 4:5 i. E.